# Primi Visconti
Giovanni Battista Feliciano Fassola de Rasa, greve de San Maiolo, känd som Primi Visconti, född 1648, död 1713, var en italiensk adelsman och memoarskrivare.  Han kallade sig officiellt diplomat, men var i själva verket verksam som societetsastrolog och spion. Han är främst känd för sina memoarer som skildrar det franska hovet under 1670-talet. 

## Biografi
Han föddes i den spanska provinsen hertigdömet Milano som son till den italienska adelsmannen Giacomo Fassola di Rassa och Maria Marta. Han vigdes 1669, men ogillade prästyrket och verkade inte inom kyrkan (han avsade sig prästvigningen formellt sju år senare). År 1671 blev han delegat för Vicinanza di Varallo för förvaltningen av den lokala Sacro Monte. 
En rad arvstvister med familjen tvingade honom 1672 att lämna Italien, och han tog sig då via Schweiz till Frankrike. Han var verksam som astrolog, och genom att lägga horoskop åt ett antal personer i societeten i Paris fick han de värdefulla kontakterna hertigen av Vendôme, Louis-Joseph, och priorn Philippe de Vendôme, som gjorde det möjligt för honom att år 1673 presenteras vid det franska hovet. Han utgav en tid en tidning, som dock förbjöds. Officiellt kallade han sig för diplomat under sin tid vid det franska hovet. I själva verket försörjde han sig på att lägga horoskop och spådomar genom sina kontakter i societeten. Det står också klart att han inofficiellt tycks ha ägnat sig åt spionage: ett flertal resor är bekräftade mellan det franska hovet, England och Nederländerna, där han tycks ha överlämnat kartor och uppgifter av olika slag. 

## Memoarer
Han är känd för de memoarer han skrev om sin tid vid det franska hovet, Mémoires sur la cour de Louis XIV, 1673-1681, där han bland annat beskriver den berömda giftmordsaffären.